# Panopeus lacustris
Panopeus lacustris is een krabbensoort uit de familie van de Panopeidae. De wetenschappelijke naam van de soort is voor het eerst geldig gepubliceerd in 1867 door Desbonne, in Desbonne & Schramm.